# Isabel Quigly
Isabel Madeleine Quigly (Ontaneda (Santander), 17 de septiembre de 1926 - Haywards Heath (Sussex),14 de septiembre de 2018) fue una escritora, traductora y crítica de cine miembro de la Real Sociedad de Literatura. Nació en España y se educó en Godolphin School, Salisbury y Newnham College, Cambridge. Al principio de su carrera, trabajó para Penguin Books y la Cruz Roja de Ginebra. Entre 1956 y 1966, fue crítica de cine para The Spectator, colaboró con The New York Times y trabajó como editora literaria de The Tablet desde 1985 hasta 1997.  También ha colaborado con numerosas revistas y periódicos, y ha formado parte del jurado de varios premios literarios, incluido el del Premio Booker en 1986.
Su primera y única novela, The Eye of Heaven, fue publicada en 1953.  Otros de sus libros incluyen The Heirs of Tom Brown: The English School Story y Charlie Chaplin: Early Comedies.  También ha traducido más de 100 libros del italiano, español y francés.  Sus traducciones más destacadas son The Transfer, de Silvano Ceccherini, por la cual ganó el Premio John Florio en 1967, y The Garden of the Finzi-Continis de Giorgio Bassani.  Según el libro Twentieth-Century Italian Literature in English Translation de Robin Healey, Quigly fue una de las 10 mejores traductoras de literatura italiana de los últimos 70 años, junto con Archibald Colquhoun, Patrick Creagh, Angus Davidson, Frances Frenaye, Stuart Hood, Eric Mosbacher, Raymond Rosenthal, Bernard Wall y William Weaver .

## Obras
Libros publicados:
- Eye of Heaven, Collins, 1953.
- Charlie Chaplin: Early Comedies, Studio Vista, 1986.
- The Heirs of Tom Brown: The English School Story, Faber & Faber, 2009.

## Traducciones
Traducciones del italiano:
- Silvano Ceccherini: The Transfer (Premio John Florio)
- Giorgio Bassani: The Garden of the Finzi-Continis
- Giorgio Bassani: A Prospect of Ferrara
- Giorgio Bassani: Los Anteojos de Oro
- Alba de Céspedes: The Gold-Rimmed Spectacles
- Alba de Céspedes:La Bambolona
- Alba de Céspedes: The Secret
- Antonio Cossu: The Sardinian Hostage
- Attilio Veraldi: The Payoff
- Carlo Cassola: Fausto and Anna
- Carlo Monterosso: The Salt of the Earth
- Carlo Picchio: Freedom Fighter
- Elena Bono: The Widow of Pilate
- Elsa Morante: Arturo's Island
- Ercole Patti: That Wonderful November
- Fabio Carpi: The Abandoned Places
- Fausta Cialente: The Levantines
- Fortunato Seminara: The Wind in the Olive Grove
- Giuliana Pandolfi Boldrini: The Etruscan Leopards
- Giuseppe Dessì: The House at San Silvano
- Goffredo Parise: Solitudes
- Livia Svevo: Memoir of Italo Svevo
- Lorenza Mazzetti: Rage
- Luigi Magnani: Beethoven's Nephew
- Luigi Preti: Through the Fascist Fire
- Michele Prisco: A Spiral of Mist
- Nino Palumbo: The Bribe
- Nino Palumbo: Tomorrow Will be Better
- Oliviero Honore Bianchi: Devil's Night
- Oriana Fallaci: Nothing, and So Be It
- Renato Ghiotto: The Slave
- Sergio Donati: The Paper Tomb
- Uberto Paolo Quintavalle: On the Make
- Georges Simenon: The Family Lie